# Юферова Зінаїда Борисівна
Зінаїда Борисівна Юферова (17 вересня 1931, Харків — 11 жовтня 1999, там само) — український музикознавець, педагог, музичний критик; кандидат мистецтвознавства, професор Харківського інституту мистецтв імені І. П. Котляревського. Член Спілки композиторів України (з 1975).

## Біографія
Народилася 17 вересня 1931 у Харкові. У 1955 році закінчила історико-теоретичний факультет Харківської державної консерваторії. У 1958 році — аспірантуру при Київській консерваторії. Упродовж 40 років і до самої смерті викладала на кафедрі історії музики та кафедрі історії української культури Харківського інституту мистецтв імені І. П. Котляревського (нині Харківський національний університет мистецтв).

## Наукова діяльність
До сфери наукових інтересів входили проблеми вивчення музичної критики, музичного мистецтва стародавніх цивілізацій, старовинної та сучасної музики, а також творчість композитора Володимира Сокальського.

### Вибрані праці
- Юферова З. Б. Дон-диез «Южного Края»: золотые россыпи композиторского и музыкально-критического наследия Владимира Сокальского: монография / З. Б. Юферова. — Харьков, 2014. — 402 с.
- Юферова З. Б. Драматургічні і стильові риси народних сцен в опері М. Лисенка «Тарас Бульба» // Українське музикознавство. — Київ, 1992. — Вип. 27. — С. 120—137.

## Нагороди
- 1999: муніципальна премія імені Іллі Слатіна (посмертно).